# Война между лимбу и горкхами
Лимбуванско-горкхская война — ряд сражений между королевством Горкха и княжествами Лимбувана, произошедших в период с 1771 по 1774 год.

## История
Лимбуванско-горкхская война представляла собой серию сражений между армиями короля Горкхи Притхвинараян Шаха и отрядами различных княжеств Лимбувана.
После завоевания горкхами Маджх Кират (королевства Кхамбуван) и Валло Кират, они вторглись в Лимбуван с двух сторон. Один фронт находился в Чайнпуре (современный район Санкхувасабха), а второй — в Биджайпуре (современный Дхаран, район Сунсари). Биджайпур был столицей княжества Моранг Лимбуван Яктунг Ладже. В решающей битве на реке Арун в 1774 году, известной в непальских источниках как Третья битва при Чейнпуре, горхам всё-таки удалось нанести поражение объединённым силам князей Лимбувана и Сиккима. После этого война была завершена договором о прекращении огня, известным как «Договор о соли и воде». Договор был подписан десятью князьями Яктунг Ладже Лимбуван и королём Горкхи. Князь Шамо Рая Чемджонг возглавлял князей Лимбувана в ходе подписания этого договора, а князь Илама, сын короля Лингдома, был последним королём Лимбувана, подписавшим этот договор.

## «Договор о соли и воде»
Договор между десятью князьями Яктунг Ладже Лимбуван и королём Горкха Притхвинараяном был заключён в 1774 году. По условиям договора правители Лимбувана признавали короля Горкхи своим сюзереном и обязались выступать под его флагом. При этом Лимбуван получал права полной автономии при невмешательстве во внутренние дела со стороны Королевства Горкха.
Однако впоследствии Лимбуван постепенно лишился своих первоначальных прав и стал частью Непала.
При этом Лимбуван был единственной территорией, которая была присоединён к Королевству Непал посредством коллективного договора, а не путём завоевания.